# هوارد غراي
هوارد غراي (بالإنجليزية: Howard Gray)‏ هو موسيقي بريطاني، ولد في 15 يوليو 1962 في سيدني في أستراليا.

## وصلات خارجية
- الموقع الرسمي
- هوارد غراي على موقع ميوزك برينز (الإنجليزية)
- هوارد غراي على موقع أول ميوزيك (الإنجليزية)
- هوارد غراي على موقع ديسكوغز (الإنجليزية)